# تمنكار (ستي فاطمة)
تمنكار هي إحدى مشيخات المملكة المغربية، تتبع جغرافيا لإقليم الحوز وإداريًا لستي فاطمة. يقدر عدد سكانها بـ 9368 نسمة حسب الإحصاء الرسمي للسكان والسكنى لسنة 2004.